# Equisetum ramosum
Equisetum ramosum là một loài dương xỉ trong họ Equisetaceae. Loài này được DC. mô tả khoa học đầu tiên năm 1806.
Danh pháp khoa học của loài này chưa được làm sáng tỏ. 

## Hình ảnh

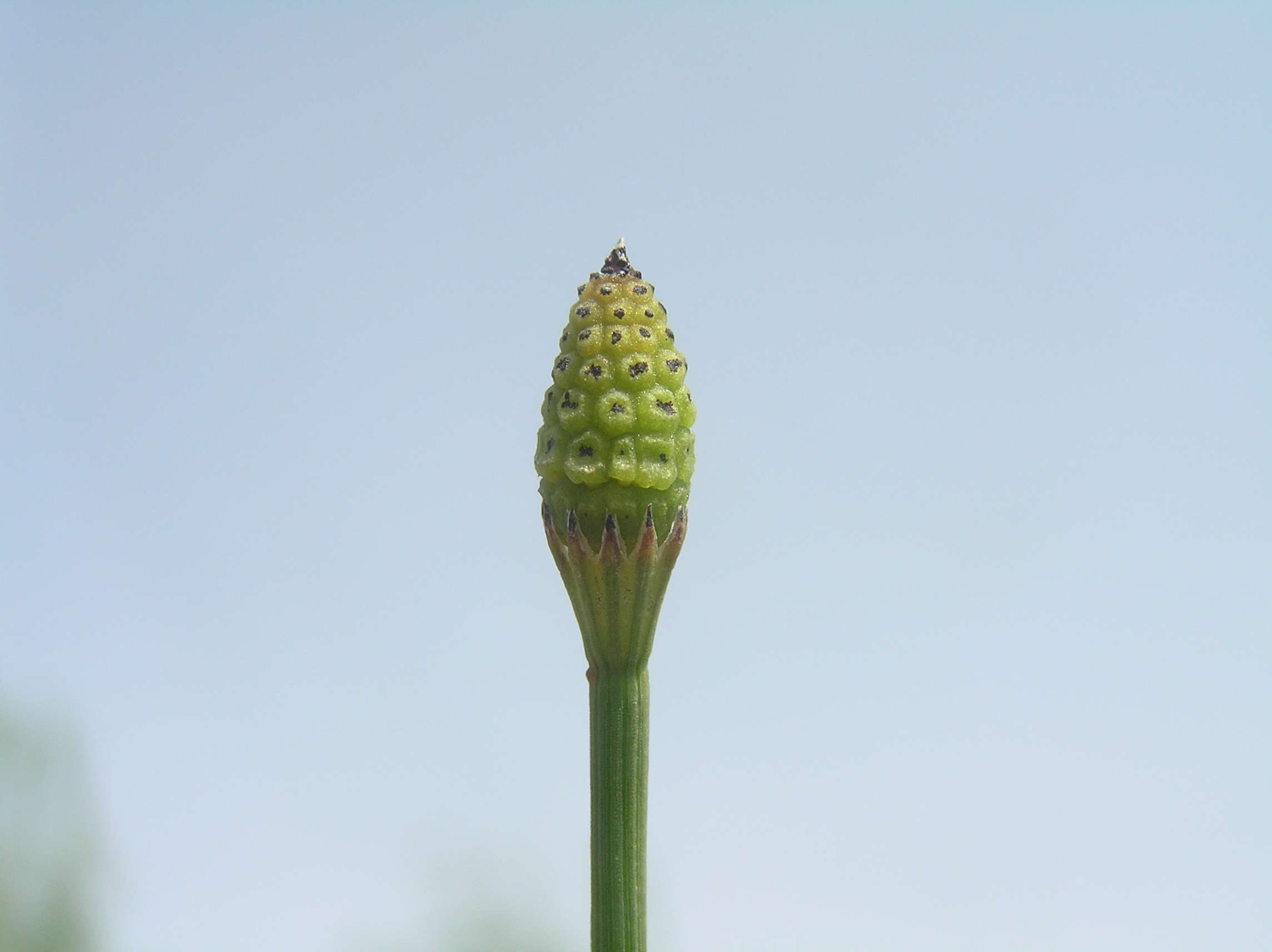
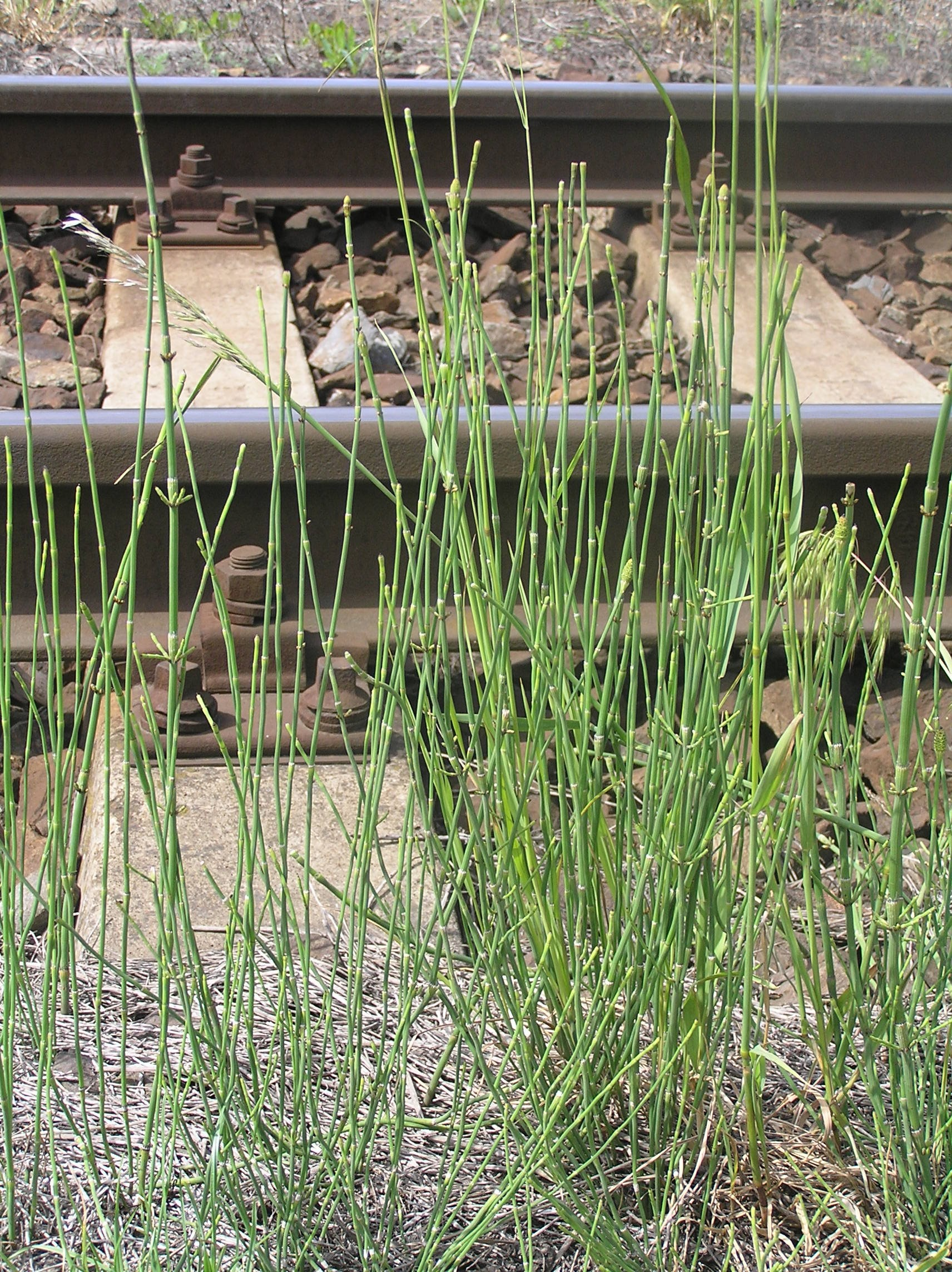
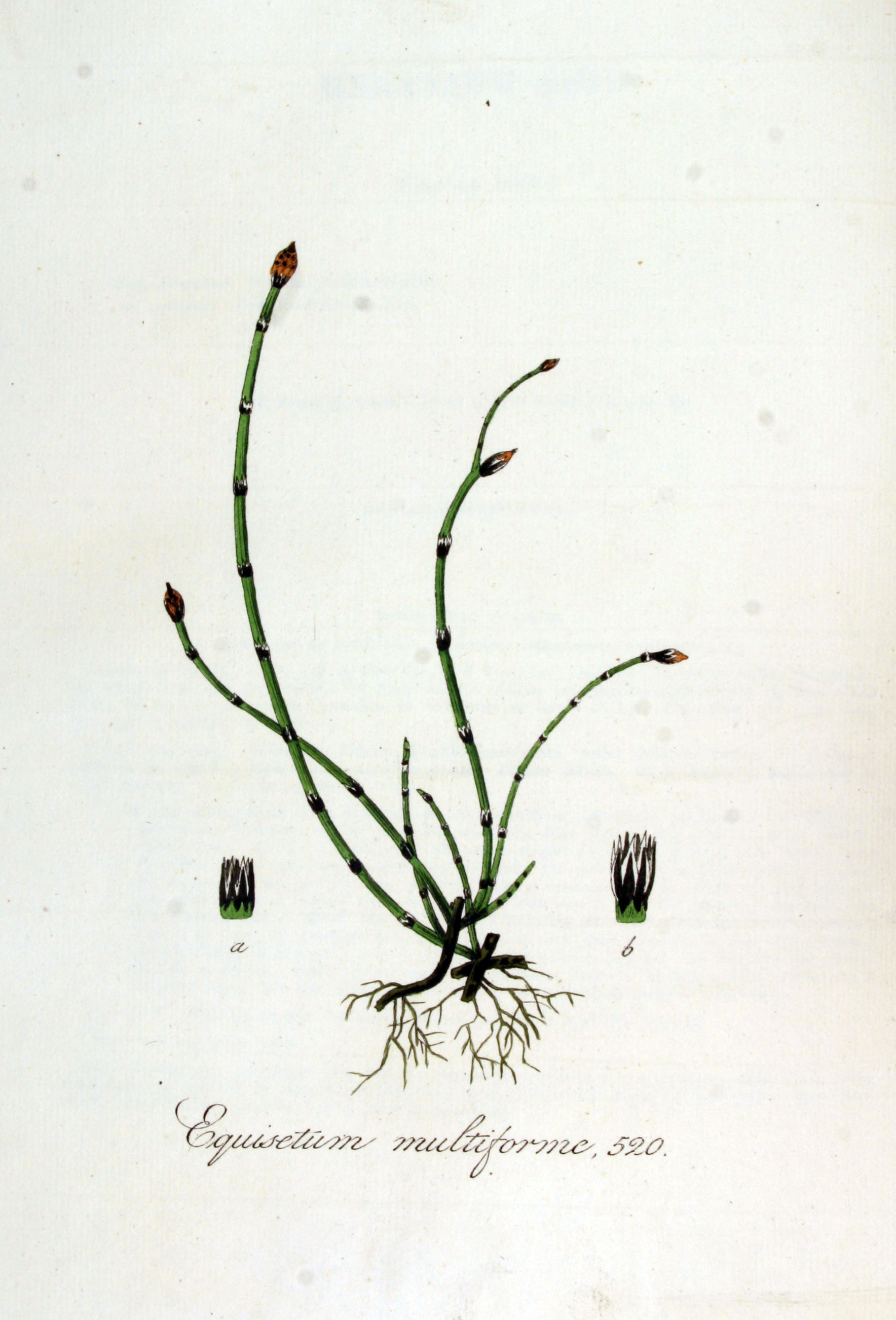
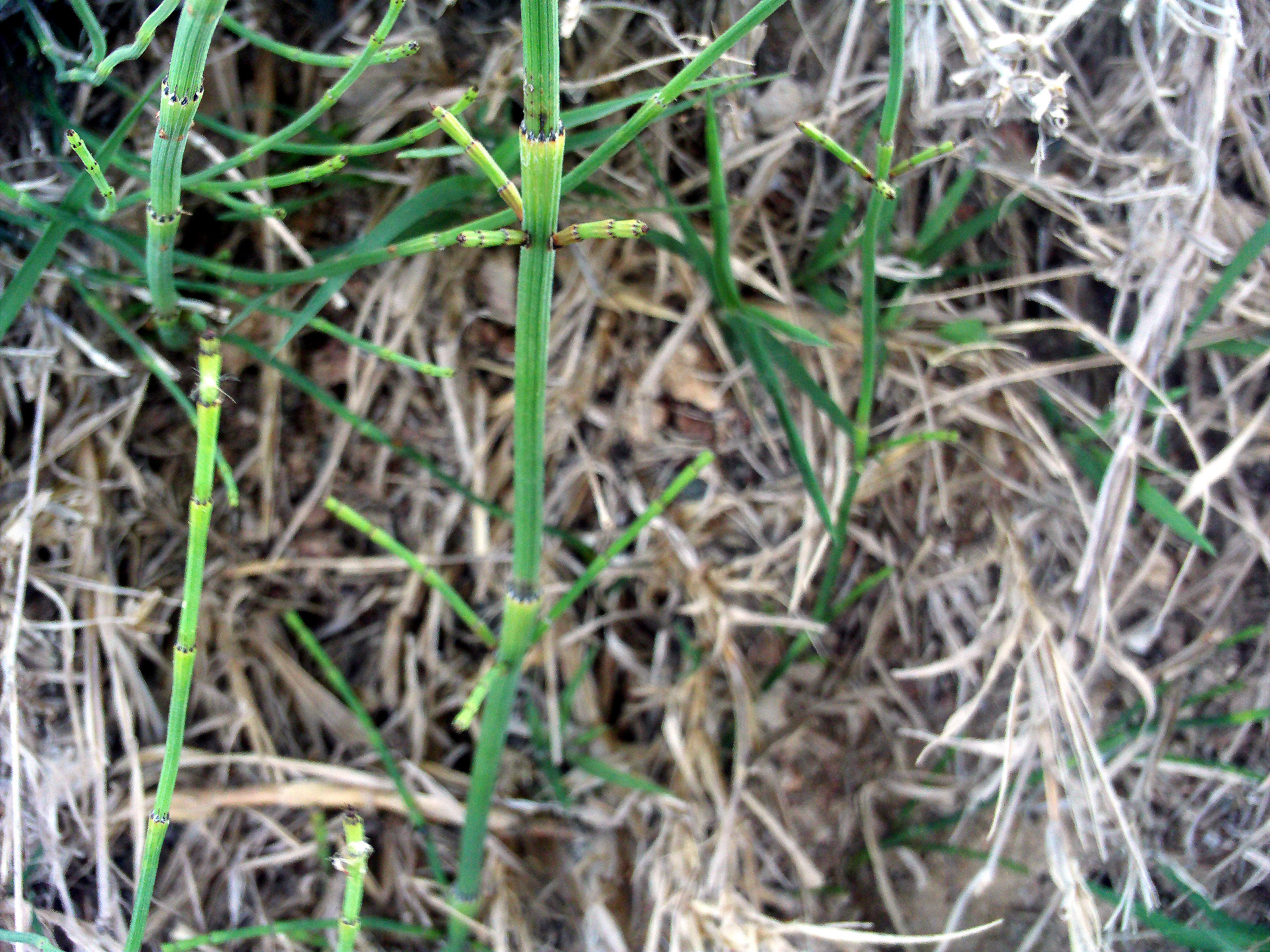